# 니모노

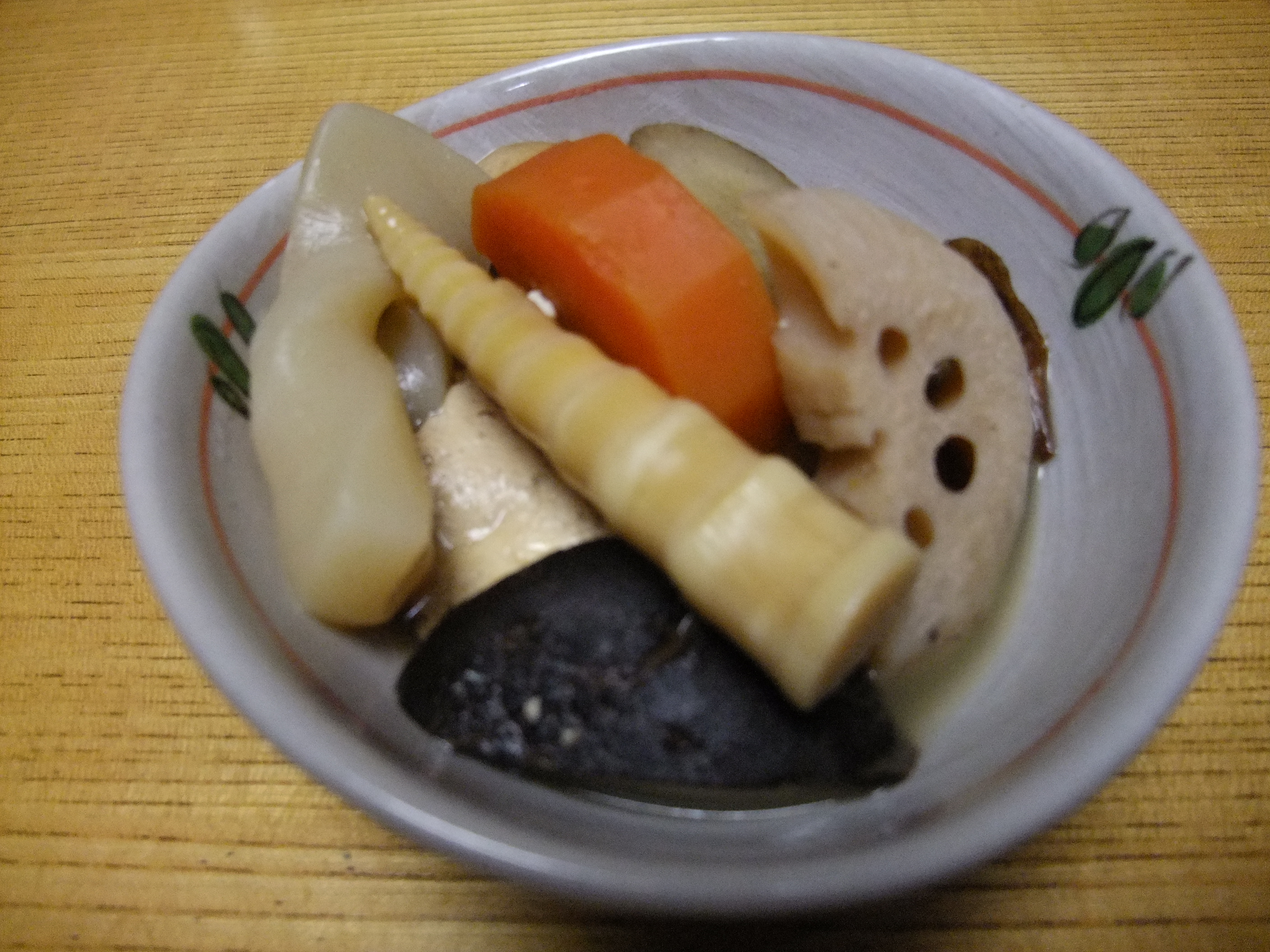
다양한 채소 니모노 형태의 니시메

니모노(煮物)는 일본 요리의 조림 요리이다. 니모노는 일반적으로 기본 재료를 시루 육수에 끓여서 사케, 간장, 소량의 감미료로 맛을 낸 것으로 구성된다. 니모노는 액체가 기본 성분에 흡수되거나 증발할 때까지 일정 시간 동안 시루에서 끓이다. 니모노의 기본 재료는 일반적으로 야채, 생선, 해산물, 두부 또는 이들의 조합이다. 니모노의 시루 육수는 일반적으로 다시이다. 사케와 간장 외에도 미림, 설탕, 소금, 식초, 미소 또는 기타 조미료를 사용하여 육수에 풍미를 더할 수 있다.

## 같이 보기
- 일본 요리
- 포토푀
- 스튜
- 아이리시 스튜